# Peliyagoda
Peliyagoda är en ort i Sri Lanka.   Den ligger i provinsen Västprovinsen, i den sydvästra delen av landet, 6 km nordost om huvudstaden Colombo. Peliyagoda ligger 7 meter över havet och antalet invånare är 30 717.
Terrängen runt Peliyagoda är mycket platt. Havet är nära Peliyagoda åt nordväst. Runt Peliyagoda är det mycket tätbefolkat, med 3 494 invånare per kvadratkilometer. Närmaste större samhälle är Colombo, 5,7 km sydväst om Peliyagoda. Omgivningarna runt Peliyagoda är en mosaik av jordbruksmark och naturlig växtlighet.